# 第68独立猟兵旅団 (ウクライナ陸軍)
第68独立猟兵旅団（だい68どくりつりょうへいりょだん、ウクライナ語: 68-ма окрема єгерська бригада）は、ウクライナ陸軍の旅団。西部作戦管区隷下。

## 概要

### ロシアのウクライナ侵攻

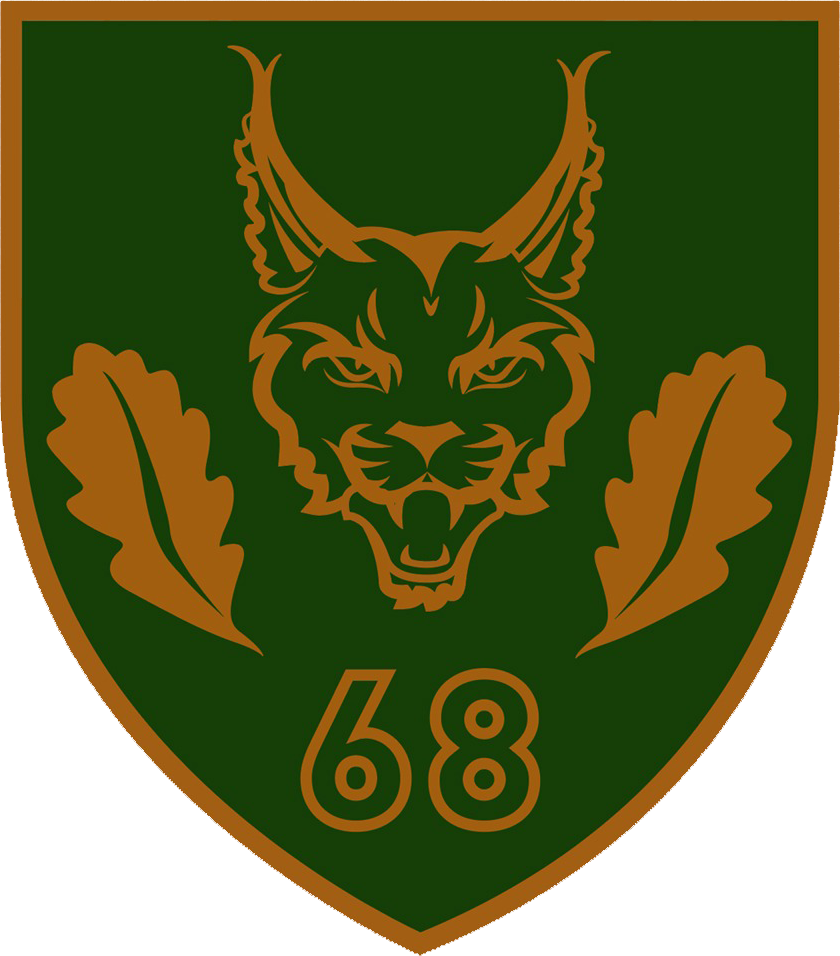
旧第68独立猟兵旅団章

2022年4月8日、ロシアのウクライナ侵攻の影響に伴い、予備役部隊としてイヴァーノ＝フランキーウシク州で創設された。

#### 東部・南ドネツク戦線
2022年7月、東部ドネツィク州ヴォルノヴァーハ地区に配備され、第53独立機械化旅団と交代でヴフレダール方面を防御した。
2022年8月24日、ウォロディミル・ゼレンスキー大統領より、名誉称号「オレクサ・ドブブッシュ（Олекси Довбуша）」を授与された。
2023年6月、ヴェリカ・ノヴォシルカ方面で攻勢を開始し、独立大統領旅団隷下の第3機械化大隊と共にブラホダトネを解放した。

#### 東部・スヴァトヴェ-クレミンナ戦線
2023年9月、東部ルハーンシク州スヴァトヴェ地区に再配置され、スヴァトヴェ方面を防御した。

#### 東部・アウディーイウカ戦線
2024年4月、激戦地の東部ドネツィク州ポクロウシク地区に再配置され、友軍の救援でオチェレティネ方面に展開した。

## ギャラリー

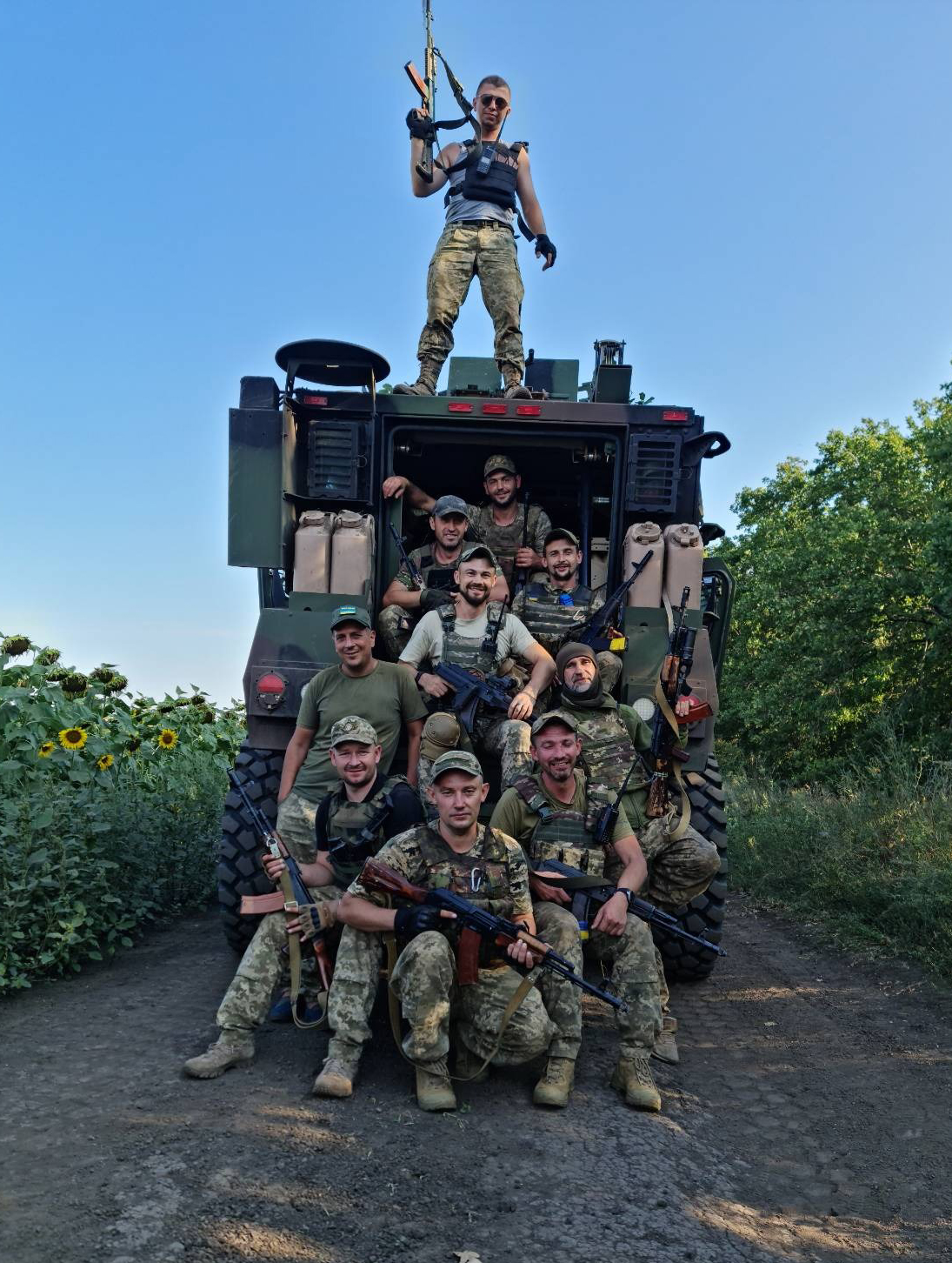

## 編制
- 旅団司令部（イヴァーノ＝フランキーウシク）
- 第1猟兵大隊
- 第2猟兵大隊
- 第3猟兵大隊
- 第2独立小銃大隊
- 第423独立小銃大隊
- 第1小銃大隊
- 第2小銃大隊
- 旅団砲兵群
  - 本部中隊
  - 第1自走砲大隊
  - 第2自走砲大隊
  - ロケット砲大隊
  - 対戦車砲大隊
- 防空大隊

- 工兵大隊
- 整備大隊
- 兵站大隊
- 偵察中隊
- 通信中隊
- レーダー中隊
- 衛生中隊
- 無人機中隊 ドブブッシュのスズメバチ